# Хвороба серця (фільм, 1925)
Хвороба серця (англ. Heart Trouble) — американська короткометражна кінокомедія Скотта Дарлінга 1925 року.

## У ролях
- Артур Лейк
- Марселін Дей
- Олів Хасбрук